# Yadollah Mohebbi
Yadollah Mohebbi (in persiano یدالله محبی‎; Kermanshah, 9 dicembre 1993) è un lottatore iraniano, specializzato nella lotta libera.

## Palmarès
- Campionati asiatici

Nuova Delhi 2017: oro nei 125 kg.
Xi'An 2019: oro nei 125 kg.
Ulaanbaatar 2022: oro nei 125 kg.
- Giochi asiatici indoor e di arti marziali

Ashgabat 2017: bronzo nei 125 kg.